# يان بابتيست فان دير هولست

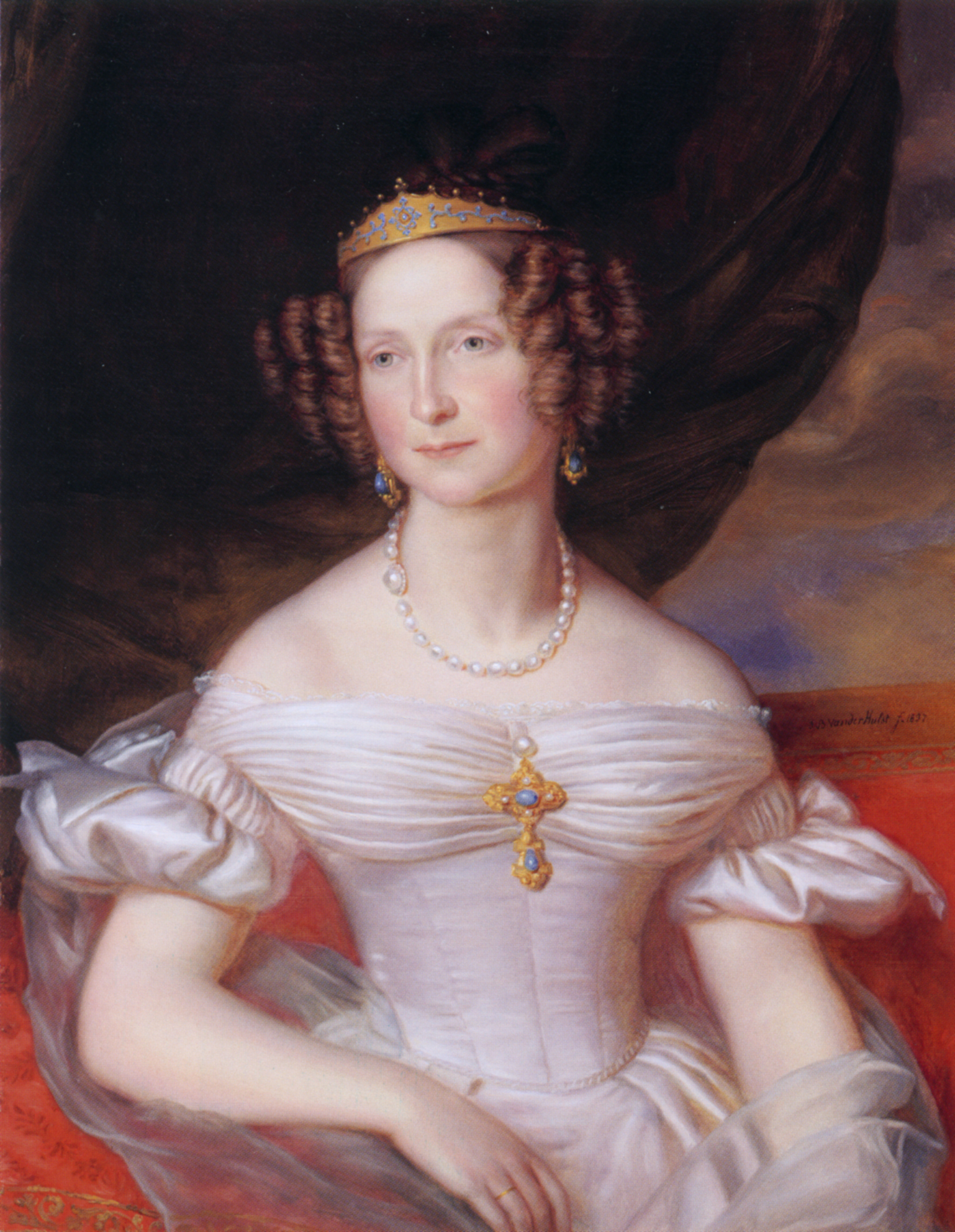
آنا بافلوفنا من روسيا بريشة فان دير هولست

يان بابتيست فان دير هولست (2 مارس 1790 في لوفان - 16 مايو 1862 في بروكسل) كان رساماً وطباعاً حجرياً فلمنكي. قام برسم العديد من الشخصيات الملكية الهولندية، وعرف بعمله في الرسوم القصصية أيضاً.